# Elisabeth Hilmo
Elisabeth Hilmo (født 29. november 1976 i Trondheim) er en norsk tidligere håndboldspiller og verdensmester. Hun var stregspiller, og spillede for blandt andet Selbu, Byåsen og Larvik. For Norges håndboldlandshold spillede hun i 180 landskampe og scorede 282 mål, og blev verdensmester i 1999 og europamester i 1998 og i 2004. Hun har også en sølvmedalje fra VM 1997 og EM 1996 samt en bronzemedalje fra sommer-OL i 2000 i Sydney.